# Wasserknappheit
Wasserknappheit besteht, wenn nicht genügend Wasser verfügbar ist, um den Wasserbedarf der Bevölkerung zu decken.

## Allgemeines
Auf allen Kontinenten sind Menschen von Wasserknappheit betroffen. Im Jahr 2019 erklärte das Weltwirtschaftsforum Wasserknappheit und ihre Auswirkungen als die größte Gefahr des kommenden Jahrzehnts. Etwa die Hälfte der Weltbevölkerung leidet mindestens einen Teil des Jahres unter schwerer Wasserknappheit, wobei die Gründe sowohl klimatischer als auch nicht-klimatischer Natur sind. Eine halbe Milliarde Menschen leiden über das gesamte Jahr unter Wasserknappheit, zudem die Hälfte der größten Städte der Welt.
Wasserknappheit hat verschiedene Auswirkungen. Dazu gehört allgemein die Unterdeckung der vorhandenen Nachfrage, aber auch der wirtschaftliche Wettbewerb um die Wasserquantität und -qualität. Als weitere Auswirkungen sind Auseinandersetzungen unter den Verbrauchern, die irreversible Abnahme des Grundwassers und darüber hinausgehende negative Auswirkungen auf die Umwelt zu nennen.
97 % des gesamten Wassers auf der Erde ist Salzwasser. Von den 3 % Süßwasser sind nur 0,014 % leicht zu erreichen, denn der stark überwiegende Anteil befindet sich an schwer erreichbaren Orten wie den polaren Eiskappen. Dennoch ist prinzipiell genug Wasser vorhanden, um den Bedarf der Menschheit zu decken. Trotzdem wird eine globale Wasserkrise erwartet, verschärft durch die globale Erwärmung, die ungleiche Verteilung der Ressource und dem starken Anstieg der Nachfrage nach Wasser. Es wird erwartet, dass die globale Nachfrage die Menge des verfügbaren Wassers innerhalb von 15 Jahren um 40 % übersteigt.
Global besteht Wasserknappheit, weil das Süßwasser geographisch und saisonal ungleich verteilt ist. Die Hauptgründe für einen Anstieg der Wasserknappheit weltweit sind die wachsende Weltbevölkerung, steigender Lebensstandard, verändertes Konsumverhalten und eine Ausweitung der Bewässerungsfeldwirtschaft. Weitere Gründe sind der Klimawandel, zum Beispiel die Veränderung im Wetterverhalten (Dürren und Überschwemmungen), Abholzung, zunehmende Wasserverschmutzung sowie ein verschwenderischer Wasserverbrauch und ineffiziente Wasserbereitstellung. Somit wird Wasserknappheit oft durch anthropogene Eingriffe in den Wasserkreislauf verursacht.
Wasserknappheit verändert sich, je nachdem wie viel Wasser physisch vorhanden ist. Jedoch sind Einflussfaktoren wie Wirtschaftspolitik, Planung und Wassermanagement von sehr großem Einfluss. Wasserknappheit verschärft sich zumeist mit der voranschreitenden ökonomischen Entwicklung, aber wenn die Ursachen früh identifiziert werden und die Einflussfaktoren richtig prognostiziert werden, kann sie abgewendet oder abgeschwächt werden.
In Südasien waren 2023 nach Schätzungen des UN-Kinderhilfswerk UNICEF 347 Millionen Menschen unter 18 Jahren „einer hohen oder extrem hohen Wasserknappheit ausgesetzt“.
Mit zunehmenden Dürreereignissen wie z. B. dem Dürresommer 2022 rückt das Problem Wasserknappheit auch in Mitteleuropa in das öffentliche Bewusstsein. Ging man in Deutschland lange davon aus, dass mehr als genug Wasser vorhanden sei und riet daher zu großzügigem Wassereinsatz, um Leitungen durchzuspülen, kommt es nun verstärkt zu Mangellagen. So meldeten während des Dürresommers 2022 mehr als 50 % der Kommunen in Deutschland eine Wasserknappheit. 16 % der Kommunen erließen Restriktionen wie das Verbot der Autowäsche oder Bewässerung und dergleichen, um Wasser einzusparen. In manchen Kommunen war der Wassermangel so stark, dass nicht mehr ausreichend Wasser für Haushalte und Feuerwehreinsätze zur Verfügung stand. Größter Verbrauch mit 72 % Anteil ist die Industrie.

## Angebot und Nachfrage

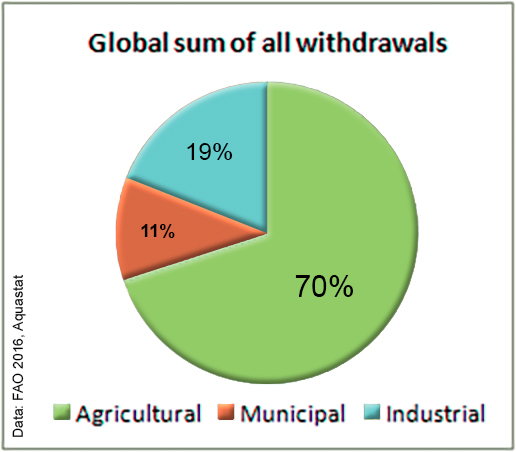
Globale Verwendung von Wasserressourcen. Quelle:2016 FAO Daten.

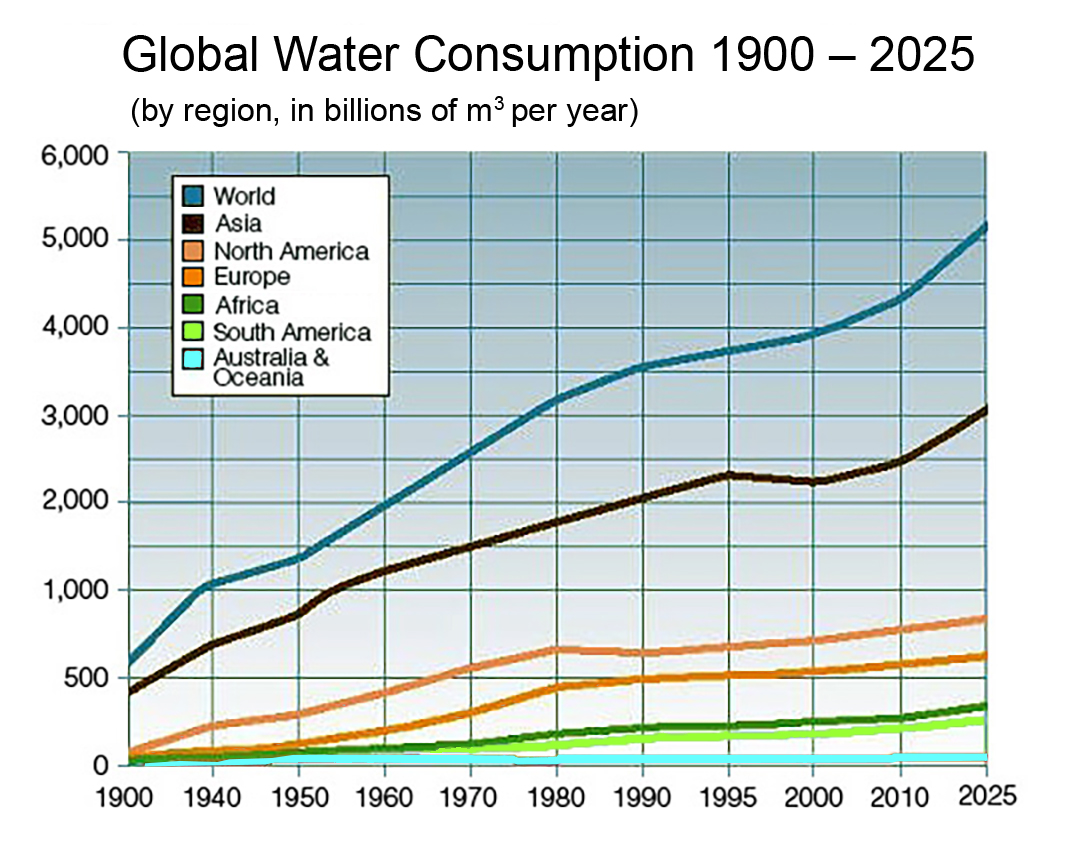
Globaler Wasserverbrauch 1900 – 2025 nach Regionen, in Milliarden m³ pro Jahr.

Insgesamt gibt es 14.000 Kubikkilometer an einfach erreichbaren Süßwasservorräten auf der Erde. Dieses schließt Oberflächenwasser in Flüssen und Seen, aber auch Grundwasser mit ein. Von diesem Gesamtangebot werden 5.000 Kubikkilometer von der Menschheit genutzt und wiederverwendet. Theoretisch ist also genug Süßwasser vorhanden, um eine Weltbevölkerung von acht Milliarden Menschen oder sogar einen Bevölkerungsanstieg auf neun Milliarden Menschen zu versorgen. Aber durch die ungleiche geographische Verteilung und im Speziellen auch dem ungleich starken Konsum von Wasser, besteht in einigen Regionen der Welt Wasserknappheit, in denen große Teile der Weltbevölkerung leben.
Wasserknappheit als Resultat von Übernutzung wird vor allem durch die Landwirtschaft und hier vor allem durch die Viehzucht verursacht, aber auch durch die Industrie. Menschen in Industrieländern verbrauchen circa zehnmal so viel Wasser wie Menschen in Entwicklungsländern. Ein Großteil dieses Verbrauchs wird durch indirekten Wasserverbrauch, zum Beispiel in der landwirtschaftlichen oder industriellen Produktion von Konsumgütern verursacht. Durch die Globalisierung von Produktionsketten wird viel Wasser in Schwellen- und Entwicklungsländern verbraucht, um Güter zu produzieren, die in Industrieländern verbraucht werden.

## Physische und ökonomische Wasserknappheit
Wasserknappheit wird in zwei Arten unterteilt:
- Physische/Natürliche Wasserknappheit
- Ökonomische Wasserknappheit

Physische Wasserknappheit entsteht, wenn der Wasserbedarf die natürlich vorhandenen Ressourcen einer Region übersteigt. Ökonomische Wasserknappheit entsteht durch schlechtes Management der vorhandenen Wasserressourcen. Nach Aussagen des Entwicklungsprogramms der Vereinten Nationen ist schlechtes Wassermanagement häufiger als fehlende natürliche Ressourcen die Ursache von Wasserknappheit. Die meisten Länder und Regionen, die unter Wasserknappheit leiden, hätten nämlich eigentlich genügende Vorkommen aber nicht das nötige Know-How oder die Technik, um es der Bevölkerung zugänglich zu machen. Aride Regionen leiden häufig unter physischer Wasserknappheit. Sie kann aber auch entstehen, wenn Ressourcen übernutzt werden, zum Beispiel für Wasserkraftwerke, Staudämme oder künstliche Bewässerung. Auswirkungen von physischer Wasserknappheit sind zum Beispiel Umweltzerstörung, Verbrauch des Grundwassers oder Verschwendung.
Ökonomische Wasserknappheit wird verursacht durch fehlende Investitionen in Infrastrukturen und Technologien, um Süßwasser von Flüssen, Wasserspeichern und anderen Wasserquellen zu verteilen. Ein Viertel der Weltbevölkerung ist von ökonomischer Wasserknappheit betroffen. Durch die fehlende Infrastruktur sind betroffene Menschen oft gezwungen, sehr weite Wege zurück zu legen, um zu Wasserquellen zu gelangen. Zudem ist dieses Wasser dann oft durch Haushaltsabwasser oder Abflüsse aus der Landwirtschaft verschmutzt. Große Teile Afrikas leiden unter ökonomischer Wasserknappheit; die Wasserknappheit könnte hier durch einen Ausbau der Infrastruktur stark verringert werden. Oft sind auch wirtschaftlich oder politische schwache Bevölkerungsteile von der Wasserknappheit betroffen. Der Verbrauch liegt in Industrieländern bei 200–300 Litern pro Tag, in Entwicklungsländern bei ca. 10 Litern. Verschiedene internationale Organisationen empfehlen ein Minimum von 20 Litern, das innerhalb von einem Kilometer Entfernung zum Haushalts erreichbar sein soll. In Ländern mit Wasserknappheit wird mit Wasser als Ressource spekuliert.

## Wasser als Menschenrecht

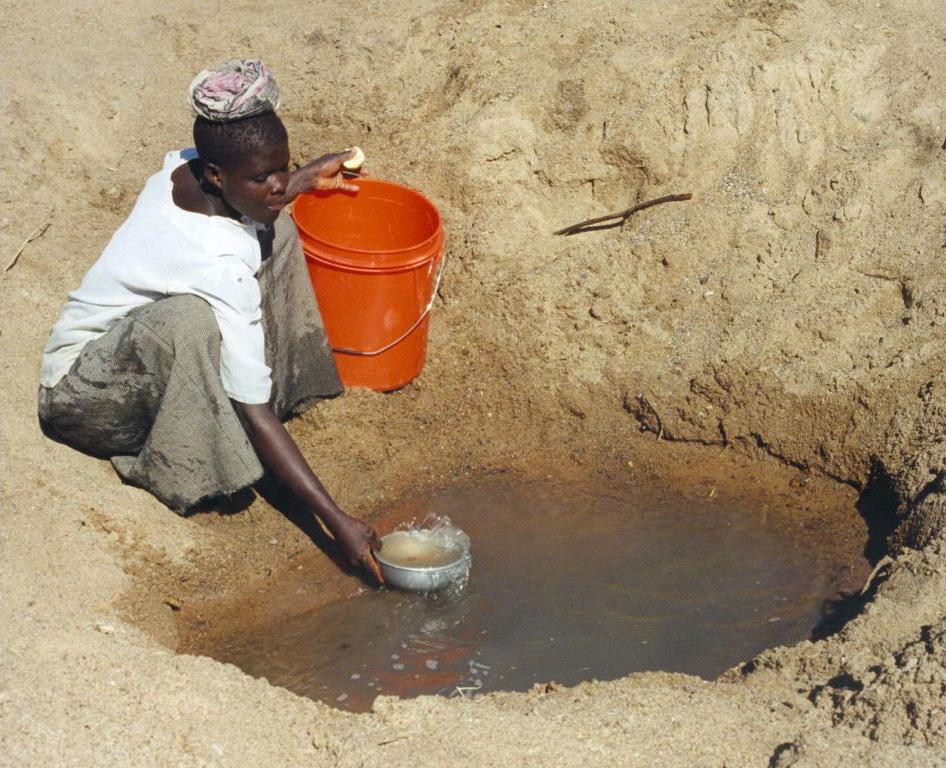
In der Meatu Region von Simiyu, Tansania (Afrika) wird Wasser oft über Löcher, die in trockene Flussbetten gegraben werden, gewonnen. Diese Aufgabe wird meist durch Mädchen übernommen, weswegen sie keine Schulbildung erhalten.

Der UN-Ausschuss für wirtschaftliche, soziale und kulturelle Rechte vereinbarte, dass Wassersicherheit fünf Grundelemente enthält. Dazu gehört das Recht auf ausreichendes, sicheres, angemessenes, physisch zugängliches und erschwingliches Wasser für den persönlichen und privaten Verbrauch.
Auf dem Millennium-Gipfel der Vereinten Nationen wurde der Zugang zu sicherem Trinkwasser als eines der Millenniums-Entwicklungsziele festgelegt wurde. Die MDG 7 setzte die Halbierung des Anteils der Menschen ohne dauerhaft gesicherten Zugang zu hygienisch einwandfreiem Trinkwasser von 65 Prozent auf 32 Prozent als Ziel.

## Auswirkungen auf die Umwelt
Wasserknappheit hat viele negative Auswirkungen auf die Umwelt. Die Übernutzung der Ressource, wie es bei Wasserknappheit üblich ist, führt zu Versalzung, Eutrophierung und dem Verlust von Auen und Sumpfgebieten. Außerdem erschwert Wasserknappheit das Flussmanagement und die Genesung von städtischen Flüssen.
Über die letzten hundert Jahre sind mehr als die Hälfte der Sumpfgebiete oder Moorlandschaften der Erde verschwunden oder wurden zerstört. Diese Gebiete sind aber wichtig, da sie nicht nur der Lebensraum vieler Arten sind, sondern auch Anbaugebiete für Reis und andere Lebensmittel. Sie wirken auch als natürliche Filter und schützen umgebende Gebiete vor Überflutung und Stürmen. Süßwasserseen wie zum Beispiel der Aralsee in Zentralasien wurden auch in Mitleidenschaft gezogen. Der ehemals größte Süßwassersee hat innerhalb von 30 Jahren mehr als 58.000 Quadratkilometer seiner ehemals 68.000 Quadratkilometer an Fläche verloren und ist zunehmend versalzt.
Landabsenkung, das allmähliche Absinken von Gebieten, ist eine andere Auswirkung von Wasserknappheit. Die geologische Umfrage der Vereinigten Staaten hat geschätzt, dass mehr als 17.000 Quadratmeilen in 45 US-Bundesstaaten von Landabsenkungen betroffen sind, die meisten davon durch das Abpumpen von Grundwasser. In einigen Regionen, wie Houston, ist das Land mehr als neun Fuß gesunken.

### Klimawandel
Die Weltbank stellte fest, dass die globale Erwärmung zu Veränderungen in der Verfügbarkeit und der Nutzung von Wasser führen wird. Dadurch wird Wasserknappheit erhöht und Unsicherheiten in Sektoren die einen großen Wasserverbrauch haben werden zunehmen. Das Abpumpen von Wasser aus grundwasserleitenden Schichten und fossilem Wasser führt dazu, dass die gesamte Menge von Wasser in der Hydrosphäre erhöht wird, die für Verdampfungs- und Transportprozesse zur Verfügung steht. Damit wächst der Wasserdampf und die Wolkendecke an. Diese sind die größten Absorbenten von Infrarotstrahlung in der Erdatmosphäre. Durch den Zuwachs von Wasser in der Atmosphäre wird das Klima verändert. Die komplizierten Prozesse und Auswirkungen genau abzuschätzen ist bis jetzt jedoch nicht möglich.
Die Prognosen sehen nicht gut aus. Wenn das Schmelzwasser wegen des Gletscherschwunds einmal ausbleibt, werden u. a. die großen Flusssysteme in Mitteleuropa, welche zentral für die Wasserversorgung von Millionen Menschen sind, dereinst auf Regenwasser angewiesen sein.

## Messung von Wasserknappheit

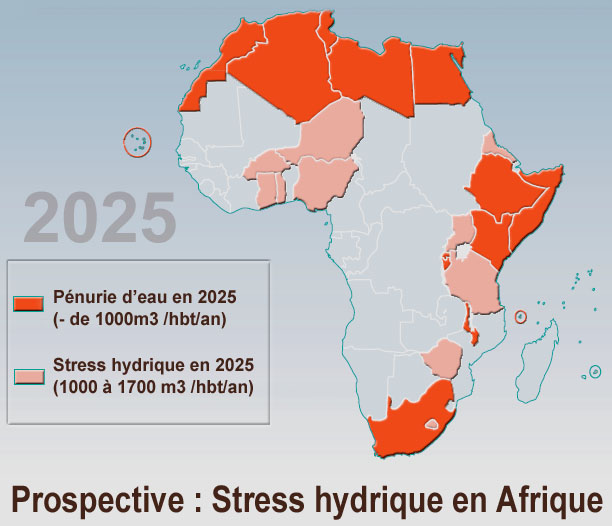
GEO-2000 Schätzung für 2025, 25 afrikanische Länder werden unter Wasserknappheit oder Wasserstress leiden.

Hydrologen bestimmen das Ausmaß der Wasserknappheit dadurch, dass sie das Verhältnis der Bevölkerung zu vorhandenem Wasser quantifizieren. Die Menge an vorhandenen Wasserressourcen pro Jahr wird auf die Gesamtbevölkerung eines Landes oder einer Region bezogen. Der Falkenmark Wasserstress Indikator zum Beispiel, besagt, dass eine Region oder ein Land unter Wasserknappheit (engl.: waterstress) leidet, wenn die jährlichen Wasserressourcen auf unter 1.700 Kubikmeter pro Person und Jahr fallen. Bei Werten zwischen 1.000 und 1.700 Kubikmetern pro Person pro Jahr können periodische oder räumlich begrenzte Wasserknappheiten auftreten. Wenn weniger als 1.000 Kubikmeter pro Person und Jahr zur Verfügung stehen, herrscht Wassermangel (engl. water scarcity). Wenn eine Menge von 500 Kubikmetern pro Person und Jahr unterschritten wird, spricht man von Wassernotstand. Die Welternährungsorganisation hat geschätzt, dass im Jahr 2025 1,9 Milliarden Menschen in Ländern oder Regionen mit absoluter Wasserknappheit leben werden. Zwei Drittel der Weltbevölkerung werden unter Wasserknappheit leiden.

## Wasserkrise
Wenn nicht genügend Trinkwasser für eine bestimmte Population vorhanden ist, dann spricht man von einer Wasserkrise. Die Vereinten Nationen und andere Weltorganisationen sind angesichts einer globalen Wasserkrise besorgt. Die Welternährungsorganisation FAO meinte 2003, dass keine Wasserkrisen bestehen, aber trotzdem Maßnahmen getroffen werden müssen, um solche zu verhindern.

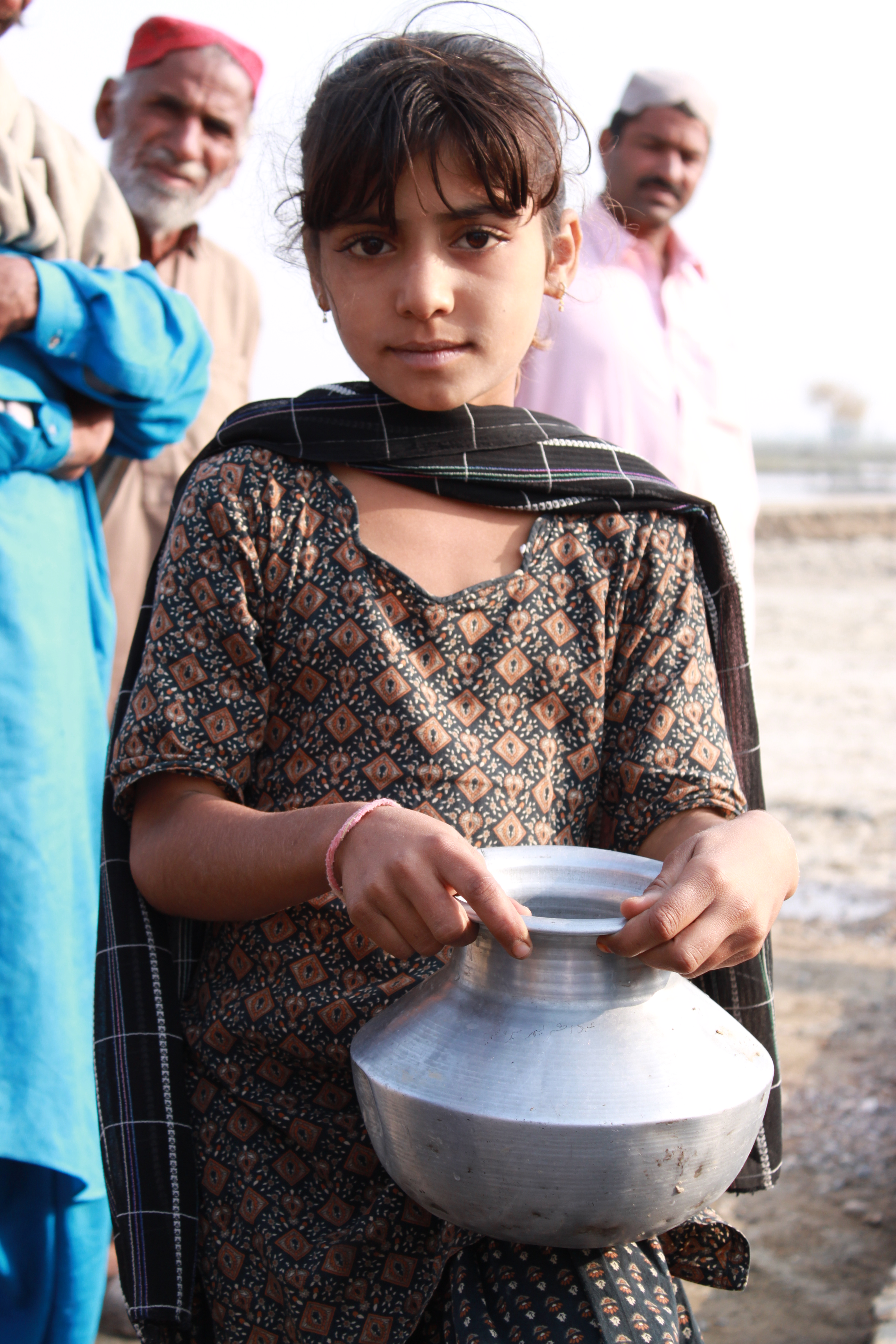
In 2012 standen in Sindh, Pakistan Menschen lange an, um sauberes Wasser zu bekommen.

### Auswirkungen der Wasserkrise
Global äußert sich die Wasserkrise auf verschiedene Weisen:
- Kein ausreichender Zugang zu sauberem Trinkwasser für 884 Millionen Menschen.
- 2006 konstatiert der UNICEF/Who Joint Monitoring Programme report (JMP) unzureichenden Zugang zu Sanitärversorgung für 2.5 Milliarden Menschen,[31] was oft zu Wasserverschmutzung führt.
- Grundwasserübernutzung, welche zu schlechten Ernten führt.[32]
- Übernutzung von Verschmutzung von Wasser, welche die Biodiversität zerstörten.
- Regionale Konflikte über die Ressourcen bis zu kriegerischen Auseinandersetzungen.

Sich über Wasser verbreitende Krankheitserreger, die durch ein Mangel an sanitärer Versorgung und Hygiene verursacht werden, sind weltweit eine der Haupttodesursachen. Für Kinder unter fünf Jahren sind sie sogar die Hauptursache. Nach Aussagen der Weltbank 2007 werden 88 Prozent der über Wasser verbreiteten Krankheiten durch unsicheres Trinkwasser, unzureichende Sanitärversorgung und schlechte Hygiene verursacht.
Ein Bericht der Vereinten Nationen aus dem Jahr 2006 richtete den Fokus auf die Hauptursachen der Wasserkrise: „Es gibt genug Wasser. Wassermangel wird oft durch Missmanagement, Korruption, fehlende entsprechende Institutionen, bürokratische Trägheit und fehlenden Investitionen sowohl in Humankapital als auch Infrastruktur verursacht.“ Offizielle Daten zeigen eine starke Korrelation zwischen dem BIP und dem Zugang zu sauberen Trinkwasser.
Wirtschaftsforscher haben oft gesagt, dass die Wasserkrise auch durch einen Mangel an Eigentumsrechten, staatlicher Regulierung und Subventionen, die die Preise nach unten senkten, hervorgerufen wurde. Damit waren die Preise für Wasser zu niedrig und somit der Konsum zu hoch.

### Wassersicherheit
Wassersicherheit bezieht sich auf die Verfügbarkeit und Qualität von Wasser für Gesundheit, Lebensunterhalt und Produktion. Der Gesellschaft stehen diverse Optionen zur Wahrung und Verbesserung dieser Sicherheitslage zur Verfügung. Dazu gehören Regulierung, Forschung, Planung, Subventionen, Technologie und Koordinationsförderung. In der Forschung wurden unter anderem Analysen zu den regionalen Risikogebieten und den Risiken angestellt: so haben etwa laut einer Studie, die ~39 Millionen Grundwasserbrunnen untersuchte, 6–20 % dieser Brunnen ein hohes Risiko, trocken zu laufen, wenn der Grundwasserspiegel wenige Meter sinkt oder – wie in vielen Gebieten und möglicherweise bei mehr als der Hälfte der großen Grundwasserleiter – weiterhin drastisch gesenkt wird.

## Ausblick

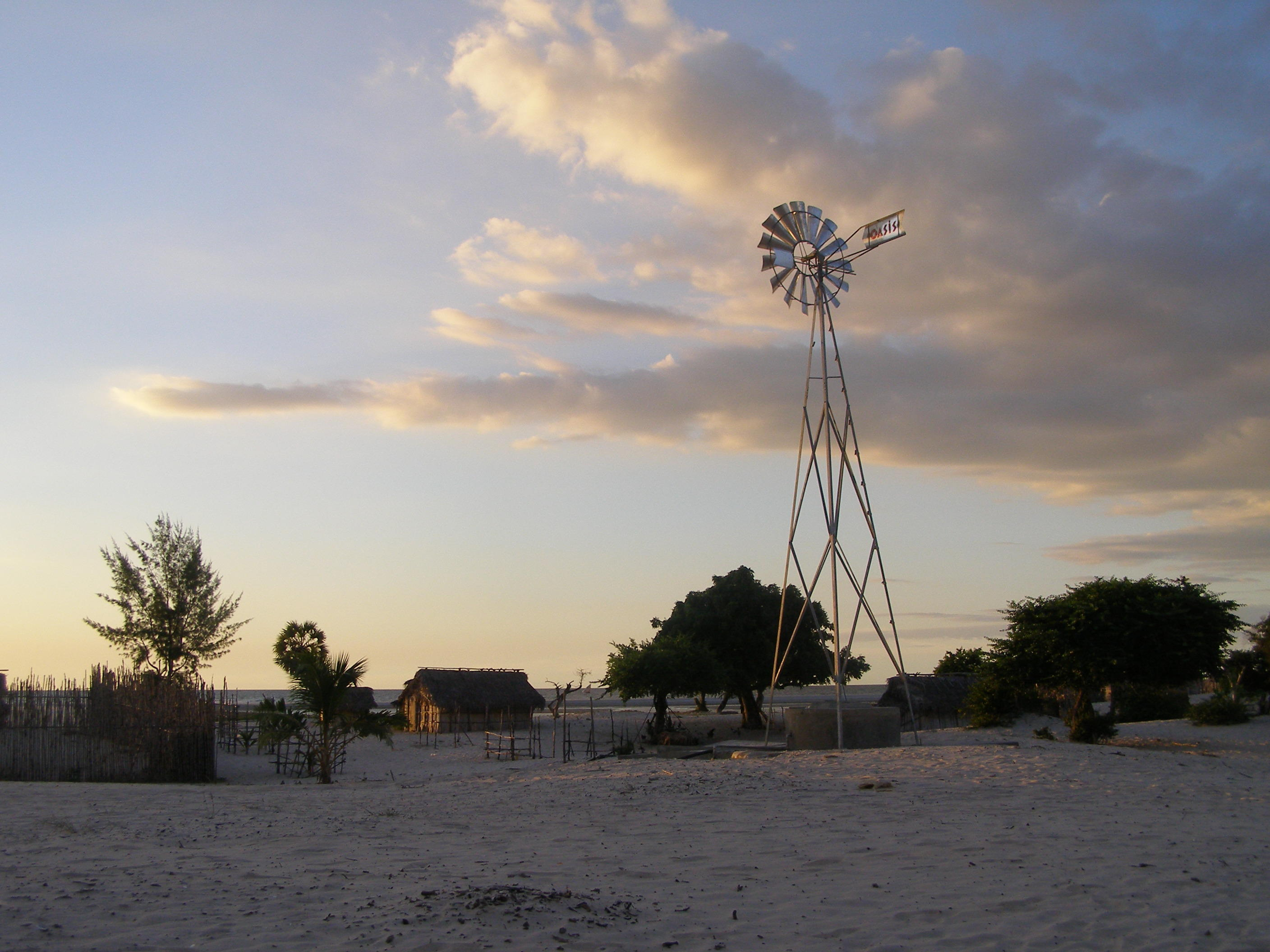
Wind und Solaranlagen, wie in diesem Dorf im Nordwesten von Madagaskar können zu sauberem Trinkwasser führen.

Die Konstruktion von Kläranlagen und die Reduzierung der Übernutzung von Grundwasser sind offensichtliche Lösungen für das Problem. Abwasserbehandlung ist jedoch sehr kapitalintensiv, weswegen die Anwendung der Technologie in einigen Regionen nicht möglich ist. Außerdem erschwert der rapide Bevölkerungszuwachs den Kampf gegen Wasserknappheit. Des Weiteren benötigen Kläranlagen in ihrem Betrieb und ihrer Entwicklung Know-How und Humankapital, welches, selbst wenn Anlagen von außerhalb errichtet werden würden, nicht in allen Regionen vorhanden ist, um die Anlagen dauerhaft in Betrieb zu halten.
Die Reduzierung der Übernutzung von Grundwasser ist meist politisch unbeliebt und hat negative wirtschaftliche Auswirkungen auf die Agrarwirtschaft. Außerdem führt die Strategie zu einer Reduzierung der landwirtschaftlichen Produktion, was angesichts des Bevölkerungswachstums nicht möglich ist.
Eine realistische Strategie für Entwicklungsländer wäre es, eine grundlegende Abwasserbehandlung einzuführen oder zumindest Systeme wie Jauchegruben. Außerdem sollten sie eingehend den Abwasseranfall untersuchen, um dessen Auswirkungen auf das Trinkwasser und Ökosystem zu minimieren. Industrieländer sollten ihre Technologien besser teilen, wie zum Beispiel kostengünstige Abwasserbehandlungsmethoden und die Modellierung von Wassertransport. Auf der persönlichen Ebene können Menschen in Industrieländern ihren Konsum umstellen, um weniger Wasser zu verbrauchen und weniger zum weltweiten Wasserverbrauch beizutragen. Sowohl Industrieländer als auch Entwicklungsländer sollten mehr darauf achten, ihre Ökosysteme zu schützen, vor allem Sumpfgebiete und Auen. Dadurch würde der natürliche Wasserkreislauf geschützt, der zur besseren Wasserqualität für Menschen beiträgt.
Eine Reihe von low-tech und lokal anwendbaren Lösungen werden von einigen Firmen verfolgt. Dabei wird zum Beispiel durch Solarenergie Wasser abgekocht oder bei Temperaturen unter 100 °C destilliert. Es werden auch immer mehr Lösungen zur Filtrierung von Reinigung von lokalem Wasser entwickelt. Die Beduinen der Stadt Dahab in Ägypten haben zum Beispiel den AquaDania WaterStillar installiert, der mit einem zwei Quadratmeter großem Solarkollektor 40 bis 60 Liter Wasser täglich destilliert. Dabei wird verhindert, dass stark zur Verschmutzung beitragende Plastikflaschen für den Transport verwendet werden.

## Weltweite Erfahrungen im Umgang mit Wasserknappheit
Es wird angenommen, dass die Wahrscheinlichkeit eines Konflikts steigt, wenn die Änderung innerhalb eines Wassereinzugsgebietes die Möglichkeiten der vorhandenen Institutionen damit umzugehen, übersteigt. Obwohl Wasserkonflikte auch oft in Zusammenhang mit bereits bestehenden lokalen Spannungen stehen, zeigt die Geschichte, dass es weitaus öfter Kooperationen im Umgang mit der Ressource gibt, als kriegerische Auseinandersetzungen.
Der Schlüssel hierfür sind starke Institutionen und Kooperationen. Die Indus Fluss Kommission und der Wasservertrag für den Indus zwischen Indien und Pakistan sind wichtige Mechanismen, um Konflikte zu lösen, trotz der Feindlichkeiten zwischen beiden Staaten. Sie stellen ein Rahmen für Gespräche, Inspektionen und den Datenaustausch dar. Das Mekong Komitee funktioniert seit 1957, auch während des Vietnamkriegs. Im Gegensatz dazu treten Konflikte auf, wenn diese Institutionen fehlen, wie es zum Beispiel in Ägypten bei der Planung eines Staudammes der Fall war. Trotzdem gibt es heute keine globale Institution für das Management von grenzüberschreitenden Wassereinzugsgebieten. Wenn Institutionen gegründet werden, dann durch ad hoc-Zusammenschluss von vorhandenen Organisationen. So wurde das Mekong Komitee durch eine Allianz zwischen der UNICEF und dem US-amerikanischen Büro für Landgewinnung initiiert. Die Bildung von starken internationalen Institutionen scheint ein guter Schritt in die richtige Richtung zu sein- sie fördert frühes Einschreiten und verhindert kostspielige Auflösungen von Konflikten.
Ein gemeinsames Merkmal von fast allen gelösten Konflikten ist ein „Bedarfsansatz“ und kein „Rechteansatz“. Bewässerte Landflächen, die Bevölkerung und technische Voraussetzungen von Projekten definieren den Bedarf. Ein Beispiel dafür ist der Jordan, in dem ein Wasserübereinkommen auf Basis des Bedarfs der Flussanrainer geschlossen wurde. In Südasien wird die Aufteilung des Ganges auf den Bewässerungsbedarf von Bangladesch ausgerichtet. Eine bedarfsorientierte, regionale Herangehensweise, die darauf achtet, die Bedürfnisse von Individuen zu befriedigen, sodass das Minimum erreicht wird, ist vorzuziehen. Dadurch wird verhindert, dass Parteien sich nur auf ihr eigenes Interesse konzentrieren und Abkommen als Nullsummenspiele sehen, beide Parteien sehen langfristig durch die Zusammenarbeit beider Interessen mehr Vorteile.
Das Blaue Friedensnetzwerk entwickelt von der Strategic Foresight Group der Regierungen der Schweiz und Schweden bietet eine einzigartige Regulierungsstruktur an, welche das nachhaltige Management von Wasser mit einer Kooperation für den Frieden vereint. Dabei werden die Wasserressourcen bestmöglich genutzt und die Chancen für Frieden erhöht. Die Herangehensweise von Blauer Frieden hat sich als effektiv gezeigt, wie zum Beispiel im Nahen Osten oder beim Nil. Nichtregierungsorganisationen spielen ebenfalls eine Rolle, da sie sich dafür einsetzen, den Zugang zu sauberem Wasser zu erhöhen. Seit 2019 erarbeitet das Bundesministerium für Umwelt, Naturschutz und nukleare Sicherheit gemeinsam mit der Wasserwirtschaft und anderen Akteuren im „Nationalen Wasserdialog“ Strategien und Lösungen für eine künftige Verteilung von Wasser für Industrie und Bevölkerung in Deutschland.